# 김주리 (수학자)
김주리는 미국 매사추세츠 공과대학교 수학과 교원이다. KAIST를 졸업한 후, 미국 예일 대학교에서 박사 학위를 받았다. KAIST 첫 여성 수석 졸업자로 2007년 38세에 미국 MIT 종신교수가 됐다.
MIT는 미국 일리노이주 시카고에 위치한 일리노이 대학교 교수로 재직 중인 김주리를 영입해서 수학과 종신교수로 임명했다. MIT는 "김 교수가 세계 수학계에서 가장 어려운 문제 중 하나로 꼽히는 "힐베르트의 문제들" 중 9번째인 "P-adic군(群)"을 해결하는 단초를 제공한 점을 높이 평가했다"고 임용 이유를 설명했다.
김주리는 지난해 이 난제를 해결할 수 있는 "상호 대칭적 이론"을 발표해서 세계 수학계의 주목을 받았다. 특히 MIT를 비롯해 미국 학회에서는 김주리의 이번 임용이 "파격"이라는 평가가 나오고 있다.
김주리의 임용이 "여성•소수 인종•타대학 출신"이라는 핸디캡을 극복한 케이스로 여겨지기 때문이다. MIT는 종신교수를 임명할 때 이러한 핸디캡을 배제하려는 노력에 소극적이라는 비판을 받아왔다.
김주리는 KAIST 학부를 수석 졸업한 뒤 미국으로 건너가 예일 대학교 대학원 수학과에 진학, 1997년 28세의 나이로 석사와 박사 학위를 취득했다. 이듬해인 1998년부터 미국 프린스턴 대학교에서 박사 후 과정(포스트닥)을 밟은 후, 1999년에 미국 미시간 대학교에서 조교수로 교수 생활을 시작했고, 2005년 일리노이주 시카고에 위치한 일리노이 대학교로 자리를 옮겼다.